# 1965 год в театре

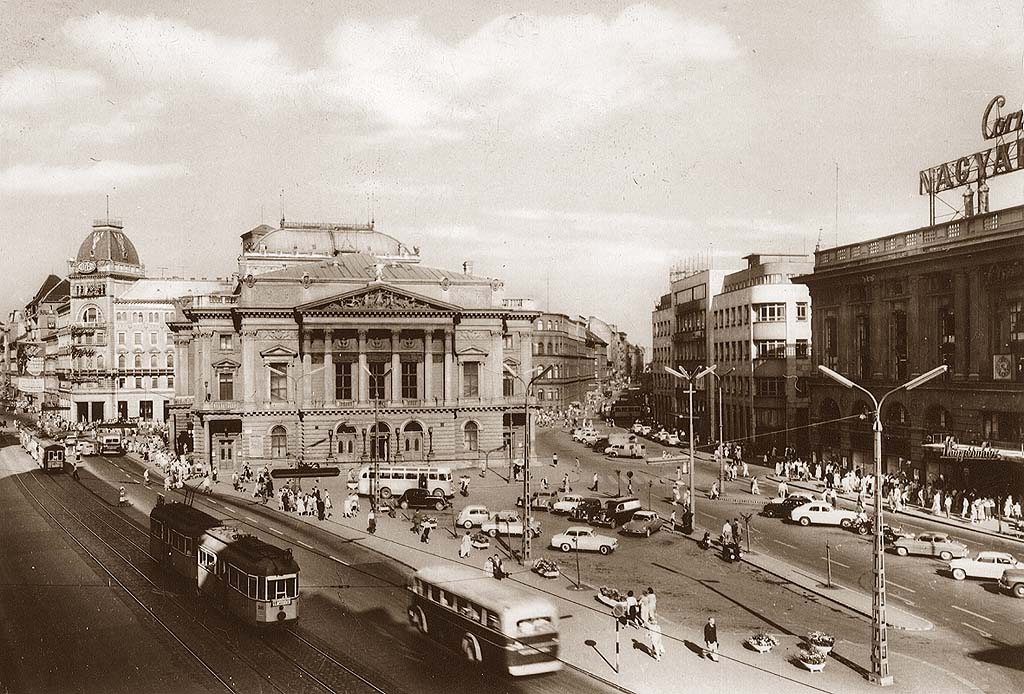
Здание Народного театра на площади Луизы Блахи, Будапешт

1965 год в театре

## События
- В Будапеште в связи со строительством линии Будапештского метрополитена снесено здание Народного театра на площади Луизы Блахи.

### Премьеры
- 7 ноября, Штутгарт — «Песнь о земле[англ.]», балет Кеннета Макмиллана на музыку одноимённой симфонии Густава Малера (Штутгартский балет[англ.], Германия).
- 11 декабря, Париж — «Собор Парижской Богоматери», балет Мориса Жарра в постановке Ролана Пети, сценография Рене Аллио, костюмы Ива Сен-Лорана. Премьера состоялась в Парижской опере на сцене Опера Гарнье.

## Деятели театра

### Родились
- 4 января — Джулия Ормонд, английская и американская актриса театра, кино и телевидения.
- 30 января — Ирина Гордина, российская актриса театра и кино.
- 4 февраля — Александр Журман, советский и российский актёр театра и кино.
- 7 февраля — Сергей Удовик, советский и российский актёр театра и кино.
- 17 февраля — Ирина Основина, советская и российская актриса театра и кино.
- 28 февраля — Олег Стефанов (театральный псевдоним — Олег Стефан), советский и украинский актёр театра и кино, педагог, режиссёр, лауреат Национальной премии Украины имени Тараса Шевченко.
- 29 марта — Наталья Иохвидова, советская и российская актриса театра и кино.
- 29 марта — Валерий Смирнов, советский и российский актёр театра и кино, Заслуженный артист Российской Федерации.
- 1 апреля — Ольга Дроздова, актриса театра и кино, Заслуженная артистка России.
- 6 мая — Игорь Баголей, российский актёр театра и кино, Заслуженный артист России.
- 3 июля — Михаил Урицкий, украинский театральный режиссёр.
- 8 июля — Юлия Рутберг, советская и российская актриса театра и кино, Заслуженная артистка России.
- 24 июля — Людмила Потапова, советская и российская актриса театра и кино.
- 3 августа — Роман Нестеренко, российский актёр театра и кино, режиссёр.
- 18 августа — Валерий Малинин, российский актёр театра и кино.
- 23 августа — Валерий Николаев, российский актёр театра и кино, режиссёр.
- 3 сентября — Марина Зудина, актриса театра и кино, Заслуженный артист Российской Федерации.
- 29 сентября — Эльвира Данилина, российская актриса театра и кино, Заслуженная артистка России.
- 3 ноября — Мераб Нинидзе, актёр театра и кино.

### Скончались
- 1 марта — Сергей Лукьянов, советский актёр театра и кино, лауреат Сталинских премий, Народный артист РСФСР.
- 12 марта — Йон Шахигьян, румынский театральный деятель, режиссёр.
- 1 апреля — Иван Димов, болгарский актёр театра и кино.
- 19 апреля — Стефан Николов Сырчаджиев,  болгарский режиссёр театра и кино, театральный педагог, Заслуженный артист НРБ.
- 20 апреля — Михаил Астангов, советский актёр театра и кино, Народный артист СССР.
- 21 апреля — Зоя Гайдай, оперная певица (сопрано), лауреат Сталинской премии, Народная артистка СССР.
- 20 мая — Владимир Александрович Филиппов,  Заслуженный деятель искусств РСФСР.
- 29 мая — Владимир Гардин, русский и советский режиссёр, сценарист и актёр театра и кино, Народный артист СССР.